# 新都庁舎コンペ
新都庁舎コンペ（しんとちょうしゃコンペ）は、現在の東京都庁舎の設計者を決める際に行われた建築設計競技である。

## 経緯
指名コンペで行われることになり、100m超の超高層建築の実績を持つ大手組織系建築設計事務所として、坂倉建築研究所東京事務所、日建設計東京本社、日本設計、前川國男建築設計事務所、松田平田坂本設計事務所、安井建築設計事務所東京事務所、山下設計、丹下健三都市･建築設計研究所の8社が選ばれた。また、アトリエ建築家を入れることになり、磯崎新、槇文彦、黒川紀章らの中から磯崎が選ばれた（槙は当時東京大学教授だったので外れた）。
1986年に審査が行われた結果、丹下案が当選した。審査員10名のうち5人が丹下案を推し、3人が反対、2人が白票だったと新聞で報じられた。
丹下は旧都庁舎も設計しており、大阪万博などを通して当時の都知事鈴木俊一とのつながりが深かった。このため出来レースではないか、という陰口も叩かれた。鈴木は後に回想録で、丹下案は外観はなかなかいいと評しているが、内部や使い勝手に関しては、丸の内の旧庁舎まで引用して不満等を述べている。
このコンペ終了後、丹下事務所のチーフであった中村弘道 (建築家)は独立した。新都庁舎は1991年に完成した。

## 落選案
応募案のうち、日建設計案と日本設計案は有力視されていたが、得票は伸びなかった。理由として、3つの敷地のうち新宿副都心3列×3列になる主要9ブロックの真ん中に位置する5号地敷地を施設の無い広場として開放する設計のため、1号地・4号地に機能を詰め込みすぎているというものである。審査は減点消去法だったため、丹下案と最後まで争ったのは、他案に比して欠点が見当たらない山下設計案であった。

### 磯崎案
応募案は全て超高層建築であるが、磯崎案だけは100m以下であった。100mを超える超高層にしなかった理由として磯崎は「丹下さんから教わった市民原理そのものだ」と述べた。審査員の1人である近江榮によれば、磯崎案は審査の過程で何度も俎上に載せられたという。しかし、建築法規に適合しない内容（公道をはさむ2つの敷地にまたがる計画）であったため、審査員から批判を受け、また都議会でも問題になった。丹下と磯崎の師弟対決は、マスコミでも話題を呼んだ。浅田彰は、朝日新聞で、磯崎案を選ぶべきだと述べた。
近江栄は大学の最終講義では、審査内容を公表することを提案したこと、票決の際丹下案を自分は権威的な作品としてバツにしたと述べている。審査員の1人竹山実は、最後までこの案を推したという。
後日、磯崎は丹下が亡くなった後の追悼文に、列島改造以降の丹下はもう余生で、新庁舎は伝丹下健三としておいてもらいたいと書いている。
磯崎案は、コンペ敗北案としては、京都駅（原広司が当選し設計）コンペの安藤忠雄案などと並び、UNBUILT（磯崎はこの題名で本を出している）プロジェクトとしては最も有名な案の1つである。
作家の荒俣宏は、新宿という土地にいちばんベストな風水建築は土性と金性と述べた上で、プラットホームのような台形か丸い頭を持つビルとし、磯崎案が新宿という土地を栄えさせる案と紹介している。一方で丹下案は、地元のエネルギーを一気に吸い上げ都庁だけ強力にしてしまう相であると述べている。

## 東京都新都庁舎設計協議審査会委員
（五十音順）
- 芦原義信（日本建築学会会長　武蔵野美術大学教授）
- 安達健二（文化庁顧問　元文化庁長官）［会長］
- 雨宮亮平（雨宮建築設計事務所所長）
- 伊藤鄭爾（工学院大学教授（前学長））［会長代理］
- 近江栄（日本建築学会副会長　日本大学教授）
- 沖種郎（（株）設計連合代表　元芝浦工業大学学長）
- 菊竹清訓（菊竹清訓建築設計事務所所長）
- 竹山実（武蔵野美術大学教授）
- 長谷川大（元東京都営繕本部長）
- 穂積信夫（早稲田大学教授）